# Aïcha Belarbi

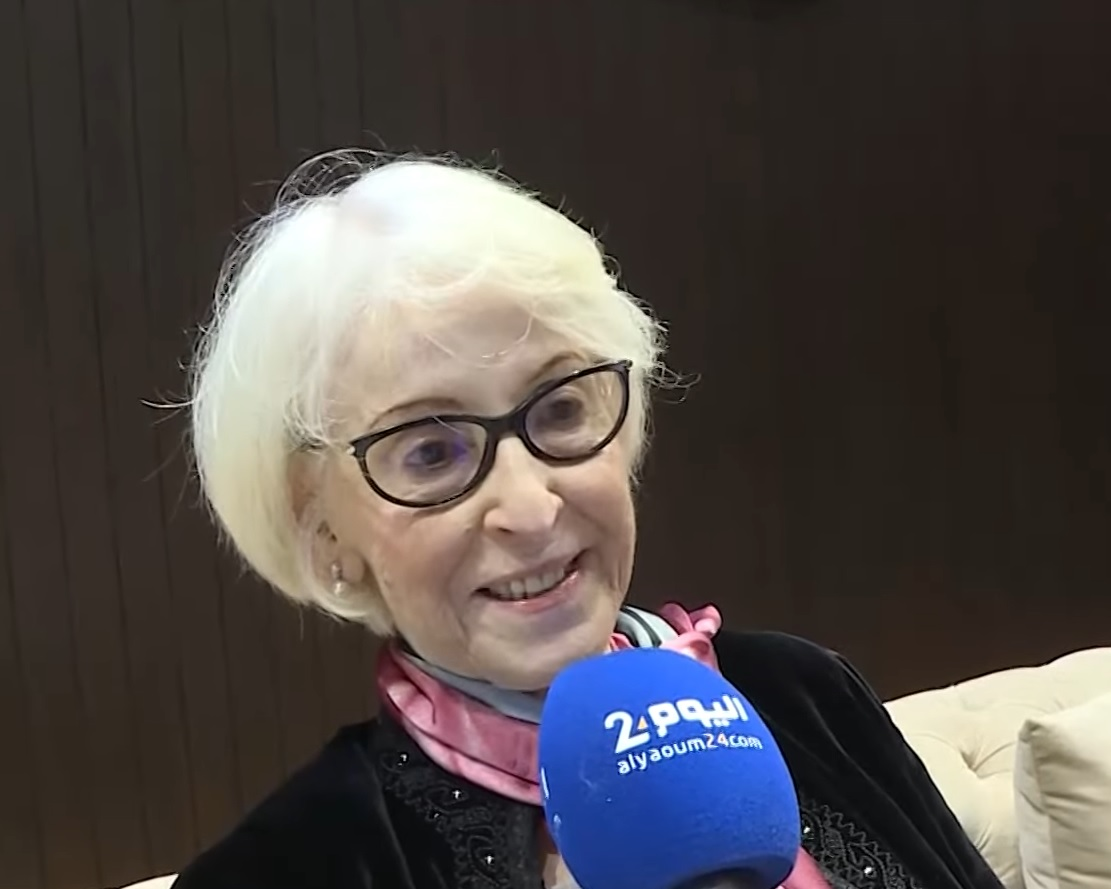
Aïcha Belarbi.

Aïcha Belarbi (sinh năm 1946) là một nhà xã hội học, nhà hoạt động vì quyền phụ nữ và nhà ngoại giao người Maroc. Bà là đại sứ của Liên minh châu Âu từ năm 2000 đến 2008.

## Đời sống
Aïcha Belarbi sinh ra ở Salé năm 1946. Bà trở thành một nhà hoạt động trong Hiệp hội Phụ nữ của Vùng Địa Trung Hải (AWMR).
Từ năm 1998 đến năm 2000, bà là Bộ trưởng Ngoại giao phụ trách Hợp tác. Năm 2000, bà được bổ nhiệm làm Đại sứ tại Liên minh Châu Âu.

## Công trình
- (ed.) Cặp vợ chồng en câu hỏi / Azwāj wa-tasāʼulāt, Casablanca: Ấn bản Le Fennec, 1990
- Le salaire de madame, Casablanca: Phiên bản Le Fennec, 1991
- (ed.) Femmes nông thôn / Nisāh qarawiyāt (Phụ nữ nông thôn), Casablanca: Ấn bản Le Fennec, 1995